# Mrinal Sen
Mrinal Sen (también escrito Mrinal Shen; Faridpur, 14 de mayo de 1923-Calcuta, 30 de diciembre de 2018) fue un conocido cineasta bengalí afincado en Calcuta. Junto con sus contemporáneos Satyajit Ray y Ritwik Ghatak a menudo se le consideró uno de los mejores embajadores del cine paralelo bengalí en el escenario global. Al igual que las obras de Ray y Ghatak su cine es conocido por su representación artística de la realidad social. Aunque los tres directores compartían una sana rivalidad, eran fervientes admiradores del trabajo de los demás y al hacerlo trazaron la trayectoria independiente del cine paralelo como un contrapunto a la tarifa dominante del cine hindi en la India. Mrinal Sen fue un ferviente seguidor de la filosofía marxista.

## Primeros años y educación
Sen nació en la ciudad de Faridpur, ahora en Bangladés en una familia hindú. Después de terminar la escuela secundaria allí, se fue de casa para venir a Calcuta como estudiante. Estudió física en el conocido Scottish Church College y posteriormente obtuvo un postgrado en la Universidad de Calcuta. Como estudiante se involucró con el ala cultural del Partido Comunista de la India, aunque nunca se convirtió en miembro del partido, su asociación con la Asociación de Teatros del Pueblo Indígena socialista lo acercó a una cantidad de personas culturalmente asociadas de ideas afines.
Interés temprano en el cine del interés de Sen en las películas comenzó después de que tropezó con un libro sobre estética cinematográfica, sin embargo su interés se mantuvo principalmente intelectual y se vio obligado a tomar el trabajo de un representante médico, que lo llevó lejos de Calcuta, esto no duró mucho tiempo y regresó a la ciudad y finalmente tomó un trabajo como técnico de audio en un estudio de cine de Calcuta que lanzó su carrera cinematográfica.

## Debut directorial
Hizo su primer largometraje, Raat Bhore, en 1955. Tenía al icónico Uttam Kumar que no era una estrella en ese momento, la película fue decepcionante. Su siguiente película Neel Akasher Neechey (Bajo el cielo azul), le valió el reconocimiento local mientras que su tercera película, Baishey Shravan (El día en que murió Rabindranath Tagore) fue su primera película que le dio proyección internacional.

## Sen y nuevo cine en India
Después de hacer cinco películas más hizo una película con un presupuesto de zapatos suministrado por el Gobierno de la India. Esta película, Bhuvan Shome (Sr. Shome) finalmente lo lanzó como un importante cineasta, tanto a nivel nacional como internacional. Bhuvan Shome también inició el movimiento cinematográfico "Nuevo Cine" en India.

### Contexto social y su influencia política
Las películas que hizo a continuación fueron abiertamente políticas y le valieron la reputación de ser un artista marxista. Esta fue también la época de disturbios políticos a gran escala en toda la India. Particularmente en Calcuta y sus alrededores este período sufrió lo que ahora se conoce como el movimiento naxalita. Esta fase fue seguida inmediatamente por una serie de películas donde cambió su enfoque y en lugar de buscar enemigos afuera buscó al enemigo dentro de su propia sociedad de clase media. Esta fue posiblemente su fase más creativa.

### Representación de Kolkata
En muchas películas de Mrinal Sen desde Punascha hasta Mahaprithivi, Kolkata ocupa un lugar destacado. Él ha demostrado Kolkata como un personaje y como una inspiración. Él ha tejido maravillosamente a la gente, el sistema de valores, la diferencia de clase y los caminos de la ciudad en sus películas y en la mayoría de edad de Calcuta, su El Dorado.

## Experimentación, reconocimiento y aclamación
Durante este período ganó un gran número de premios internacionales, se podría argumentar que aunque sus películas muestran el desarrollo de ideas desde el existencialismo, surrealismo, marxismo, expresionismo alemán, posmodernismo, Nouvelle Vague y el Neorrealismo italiano. El cine de Sen en su mayor parte no proporciona un final feliz o una conclusión definitiva (a diferencia de muchas de las películas del Satyajit Ray contemporáneo más conocido de Sen). En muchas de las películas posteriores de Sen, el público se convierte en un participante en el proceso del desarrollo de la trama. El director invita y provoca a la audiencia a un proceso compartido de formación de conclusiones múltiples que a la vez son únicas y diferentes. El director no interpreta el papel de dios, su audiencia sí, no es realmente sorprendente que, a diferencia de Allen, que tiene un público constante en los literatos y aficionados occidentales, la experimentación de Sen con el cine paralelo le haya costado mucho de una audiencia dedicada componiendo principalmente de la intelligentsia occidentalizada basada en Calcuta.
En 1982 fue miembro del jurado en el 32 Festival Internacional de Cine de Berlín. En 1983 fue miembro del jurado en el 13 Festival Internacional de Cine de Moscú. En 1997 fue miembro del jurado en el 20 Festival Internacional de Cine de Moscú.
Mrinal Senn nunca dejó de experimentar con su medio, en sus últimas películas trató de alejarse de la estructura narrativa y trabajó con líneas de trama muy delgadas, después de un largo intervalo de ocho años a la edad de ochenta años, hizo su última película, Aamaar Bhuvan, en 2002.
Durante su carrera, las películas de Mrinal Sen han recibido premios de casi todos los principales festivales de cine, incluidos Cannes, Berlín, Venecia, Moscú, Karlovy Vary, Montreal, Chicago y El Cairo. Se han mostrado retrospectivas de sus películas en casi todas las principales ciudades del mundo, también fue elegido presidente de la Federación Internacional de las Sociedades Cinematográficas. Recibió el Taj Enlighten Tareef Award, que otorga una contribución vitalicia al mundo del cine en 2008, también recibió el Lifetime Achievement Award en la décima edición del Osian's Cinefest Film Festival 2008.
El 24 de julio de 2012, Mrinal Sen no fue invitado a la función organizada por el gobierno de Bengala Occidental para felicitar a las personalidades del cine del Estado, según los informes, se cree que sus opiniones políticas son la razón de su omisión de la función.

## Premios y distinciones
Festival Internacional de Cine de Berlín
| Año  | Categoría                             | Película        | Resultado |
| ---- | ------------------------------------- | --------------- | --------- |
| 1981 | Oso del Plata, Gran Premio del Jurado | Akaler Sandhane | Ganador   |

Festival Internacional de Cine de Cannes
| Año  | Categoría         | Película | Resultado |
| ---- | ----------------- | -------- | --------- |
| 1983 | Premio del Jurado | Kharij   | Ganador   |

Festival Internacional de Cine de Venecia
| Año  | Categoría                      | Película          | Resultado |
| ---- | ------------------------------ | ----------------- | --------- |
| 1989 | Premio OCIC - Mención especial | De repente un día | Ganador   |

### Premios nacionales
Premio Nacional de Cine al Mejor Largometraje
- 1969: Bhuvan Shome
- 1974: Chorus
- 1976:  Mrigayaa
- 1980: Akaler Sandhane

Premio Nacional de Cine por el segundo mejor largometraje
- 1972: Calcutta 71
- 1980: Kharij

Premio Nacional de Cine al Mejor Largometraje en Bengalí
- 1961: Punascha
- 1965: Akash Kusum
- 1993: Antareen

Premio Nacional de Cine al Mejor Largometraje en Telugu
- 1977: Oka Oori Katha

Premio Nacional de Cine - Mención especial (largometraje)
- 1978: Parashuram

Premio Nacional de Cine por Mejor Dirección
- 1969: Bhuvan Shome
- 1979: Ek Din Pratidin
- 1980: Akaler Sandhane
- 1984: Khandhar.

Premio Nacional de Cine al Mejor Guion
- 1974: Padatik
- 1983: Akaler Sandhane
- 1984: Kharij

Premios Filmfare
- Premio de la crítica a la mejor película
  - 1976 Mrigayaa
- Mejor guion
  - 1984 Khandhar
- Mejor director
  - 1982 Akaler Shandhaney
- Recompensa por los logros en el cine
  - 2017 Cine bengalí

## Filmografía

### Largometrajes
- Raat Bhore (El amanecer) (1955)
- Neel Akasher Neechey (Debajo del cielo azul) (1958)
- Baishey Shravana (Día de la boda) (1960)
- Punascha (Otra vez) (1961)
- Abasheshe (Y por último) (1963)
- Pratinidhi (El representante) (1964)
- Akash Kusum (Arriba en las nubes) (1965)
- Matira Manisha (Hombre del suelo) (1966)
- Bhuvan Shome (Sr. Bhuvan Shome) (1969)
- Interview (Entrevista) (1971)
- Ek Adhuri Kahani (Una historia inacabada) (1971)
- Calcutta 71 (1972)
- Padatik (El guerrillero) (1973)
- Chorus (1974)
- Mrigayaa (La caza real) (1976)
- Oka Oori Katha (Los forasteros) (1977)
- Parasuram (El hombre con el hacha) (1978)
- Ek Din Pratidin (Y tranquilo rueda el amanecer) (1979)
- Akaler Sandhane (En busca de la hambruna) (1980)
- Chalchitra (El caleidoscopio) (1981)
- Kharij (El caso está cerrado) (1982)
- Khandhar (Las ruinas) (1983)
- Genesis (1986)
- Ek Din Achanak (De repente, un día) (1989)
- Mahaprithivi (1991)
- Antareen (El confinado) (1993)
- Aamaar Bhuvan (Esto, Mi Tierra) (2002)

### Cortometraje
- Ichhapuran (Cumplimiento de deseos) (1970)
- Tasveer Apni Apni (Retrato de un hombre promedio) (1984)
- Aparajit (Invicto) (1986-87)
- Kabhi Door Kabhi Paas (A veces lejos, a veces cerca) (1986-87)
- Swamvar (El cortejo) (1986-87)
- Aina (El espejo) (1986-87)
- Ravivar (Domingo) (1986-87)
- Aajkaal (Estos días) (1986-87)
- Do Bahene (Dos hermanas) (1986-87)
- Jit (Ganar) (1986-87)
- Saalgira (Aniversario) (1986-87)
- Shawl (1986-87)
- Ajnabi (El extraño) (1986-87)
- Das Saal Baad (Diez años después) (1986-87)

### Documentales
- Perspectivas en movimiento (1967)
- Tripura Prasanga (1982)
- Vida en la ciudad - Calcuta My El Dorado (1989)
- Y el espectáculo continúa - Capítulo Indio (1999)

### Films on Mrinal Sen
- Diez días en Calcuta - Un retrato de Mrinal Sen (Dirigido por Reinhard Hauff) (1984)
- Con Mrinal Sen (Dirigida por Sanjay Bhattacharya y Rahul Bose) (1989)
- Retrato de un cineasta (Dirigida por Romesh Sharma) (1999)
- Un hombre detrás de la cortina (Dirigida por Supantho Bhattacharya) (1998)
- Una propuesta documental (Dirigida por R.V. Ramani) (2014)